# Andrėjus Tereškinas
Andrėjus Tereškinas (født 10. juli 1970 i Telšiai, Sovjetunionen) er en litauisk tidligere fodboldspiller (forsvarer).
Tereškinas startede sin karriere i hjemlandet hos FK Žalgiris, som han var tilknyttet frem til 1997. Senere repræsenterede han også blandt andet Skonto FC i Letland, Macclesfield Town i England samt russiske CSKA Moskva.
For Litauens landshold spillede Tereškinas desuden 56 kampe og scorede tre mål i perioden 1991-2000.